# Вулиця Дружби (Херсон)
Вулиця Дружби — вулиця в Центральному районі міста Херсон; розділяє Центральний та Дніпровський райони міста.

## Розташування
З'єднує вулицю Перекопську з набережною парку Слави в південно-східному напрямку. Перетинається з вулицею Гімназичною.
Вулиця має лише парні номери будинків, оскільки весь лівий бік вулиці межує з парком Слави.
Проїзна частина має по одній смузі у кожному напрямку, з інтенсивним автомобільним рухом, позаяк найшвидший маршрут із східної частини міста до районів річкового порту та Карантинного острова проходить вулицями Дружби, Гімназичною та Соборною.

## Установи
- Державна установа «Херсонська виправна колонія (№ 61)» — буд. № 4[2];
- Морський інститут імені адмірала Ф. Ф. Ушакова — буд. № 4;
- Управління Державної пенітенціарної служби України в Херсонській області, Автономній Республіці Крим та м. Севастополі.

## Транспорт
- Автобус № 48

## Соціальна сфера
Дільничний офіцер поліції, що обслуговує вулицю, знаходиться за адресою: вул. Володимира Примаченка, 10, каб. 103.